# أحمدون (لارستان)
أحمدون (بالفارسية: احمدون) (بالفارسية: احمدون)، قرية في ناحية عوض (بالفارسية: بخش اوز)، قسم فيشور الريفي، مقاطعة لارستان، محافظة فارس، إيران. يبلغ عدد سكانها حسب إحصاء عام 2006 ميلادية 31 نسمة في 7 عائلات.